# Alessandro Mattioli Pasqualini
Conte Alessandro Mattioli Pasqualini (Cingoli, 1º marzo 1863 – Cingoli, 29 gennaio 1943) è stato un politico, diplomatico e nobile italiano.

## Biografia
Si laureò in giurisprudenza a Bologna il 6 luglio 1885, a partire dal 1888 entrò nel servizio diplomatico nazionale. Fu attaché alle ambasciate di Berlino e Copenaghen, Segretario e poi Consigliere d'Ambasciata in Germania (1895-1906), console generale a Budapest, Ambasciatore straordinario e ministro plenipotenziario in Cile (1907) ed in Brasile (1909). 
Lavorando per la Real Casa, dal 23 novembre 1909 al 1939 fu Ministro della Real Casa su nomina di re Vittorio Emanuele III. Nel 1913 venne nominato senatore del regno e dal 1923 divenne ambasciatore. Prese parte alla prima guerra mondiale come ufficiale del genio, ottenendo la croce di guerra.
Alla fine del conflitto, venne nominato conte nel 1919. Nel 1939 si ritirò dalle sue funzioni per raggiunti limiti di età e si ritirò a vita privata nella nativa Cingoli dove morì nel 1943.